# Боровенька (річка)
Боровенька — річка в Україні, у Сумському районі Сумської області. Ліва притока Псла (басейн Дніпра).

## Опис
Довжина річки приблизно 6 км.

## Розташування
Бере початок у селі Боровенька. Тече переважно на південний захід і на північному сході від Кам'яного впадає у річку Псел, ліву притоку Дніпра.
Річка місцями пересихає.